# Edicte de Tessalònica

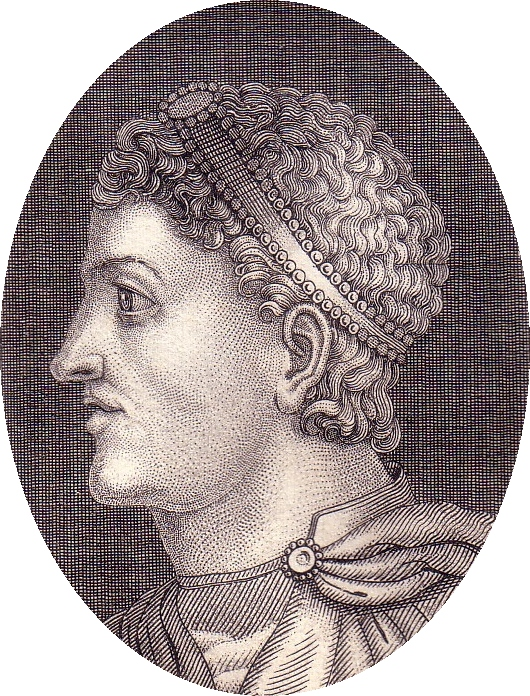
Teodosi I el Gran.

L'Edicte de Tessalònica, originalment Cunctos populos ('Tots els pobles'), va ser decretat l'any 380 per l'emperador romà Teodosi pel qual el cristianisme va passar a ser la religió oficial de l'Imperi Romà. El 27 de febrer de l'any 380, es feia públic l'edicte en els següents termes:
| « | Edicte dels emperadors Gracià, Valentinià II i Teodosi August, al poble de la ciutat de Constantinoble. Volem que tots els pobles que són governats per l'administració de la nostra clemència professin la religió que el diví apòstol Pere va donar als romans, que fins avui s'ha predicat com la va predicar ell mateix, i que és evident que professen el pontífex Damas I i el bisbe d'Alexandria, Pere, home de santedat apostòlica. Això és, segons la doctrina apostòlica i la doctrina evangèlica creiem en la divinitat única del Pare, del Fill i de l'Esperit Sant sota el concepte d'igual majestat i de la piadosa Trinitat. Ordenem que tinguin el nom de cristians catòlics qui segueixin aquesta norma, mentre que els altres els jutgem dements i bojos sobre els quals pesarà la infàmia de l'heretgia. Els seus llocs de reunió no rebran el nom d'esglésies i seran objecte, primer de la venjança divina, i després seran castigats per la nostra pròpia iniciativa que adoptarem seguint la voluntat celestial. Donat el tercer dia de les calendes de març a Tessalònica, en el cinquè consolat de Gracià August i primer de Teodosi August. | » |

Amb aquest edicte, tot l'Imperi Romà passava a tenir una nova religió oficial després de 67 anys de llibertat de culte. El panteó romà s'havia complementat al llarg de molts segles amb els déus, deïtats i lars domèstics, amb el culte als propis avantpassats i fins i tot amb divinitats preromanes que havien estat assimilades després del procés de romanització en molts llocs de l'Imperi. Tot això havia de ser ara abandonat per a abraçar el culte d'una religió monoteista i sotmetre's a les normes morals que l'acompanyaven. A pesar d'això, Teodosi va protegir en la mesura de les seves possibilitats els ara semiclandestins pagans de la persecució i l'assetjament dels cristians.